# Château d'Etchaux
Le château d'Etchauz est situé sur la commune de Saint-Étienne-de-Baïgorry, dans le département des Pyrénées-Atlantiques. C'est le berceau de la famille d'Eschaux (d'Etchaux, d'Etchauz, ou des Chaux) seigneurs de Baïgorry. 

## Historique
Le château d'Etchauz est le siège des vicomtes de Baigorri entre 1033 et 1832. Il est bâti sur une motte castrale, surplombant le village avec ses deux tours d'angle et ses échauguettes. Les parties les plus anciennes sont datées du XIIe siècle, mais le château est largement reconstruit fin XVIe siècle et l'intérieur réaménagé au XVIIe siècle.
Les Etxauz sont des proches des rois de Navarre, qu'ils servent à la cour, dans les armées et les forteresses, ou dans l'administration, à la tête de « merindades ». Gratien d'Etxauz défend, au côté de ses souverains, l'indépendance de la Navarre entre 1512 et 1527. Son petit-fils, Bertrand d'Etchauz, le premier aumônier d'Henri IV et de Louis XIII, est évêque de Bayonne entre 1599 et 1617, puis archevêque de Tours jusqu'à sa mort en 1641.
Au début du XVIIIe siècle, la vicomté et le château passent à la famille gasconne des Saint-Martin (Capbreton), puis vers 1750, aux mains de la famille Caupenne d'Amou de Saint-Pée. L'héritière du titre et du château épouse, le 23 janvier 1795, Jean Isidore Harispe, fils d'un bourgeois de Saint-Étienne-de-Baïgorry. Le couple n'a pas d'enfant et la dynastie vicomtale s'éteint avec Marguerite de Caupenne d'Amou, dernière dame d'Etchauz, le 10 février 1832. Le château est vendu en 1848 à Charles d'Abbadie d'Arrast.
Charles d'Abbadie d'Arrast et son épouse Marie d'Abbadie d'Arrast vivent au château jusqu'en 1871, ils y retournent régulièrement pour les vacances chaque année. Charles décède en décembre 1901, Etchauz reste un bien familial, et il est régulièrement fréquenté par le petit-fils de Charles, Harry d'Abbadie d'Arrast. 
Celui-ci travaille à Hollywood, aux États-Unis. D'abord assistant de Charlie Chaplin, il devient réalisateur et scénariste dans les années 1920 et 1930. D'Abbadie d'Arrast et Chaplin viennent séjourner à trois reprises au château d'Etxauz (1925, 1926 et 1931). 
Entre 1940 et 1944, le château est réquisitionné par l'armée allemande qui y établit son quartier général. 
En 1976, Eleanor Boardman, actrice hollywoodienne et veuve d'Harry d'Abbadie d'Arrast, vend le château pour retourner aux États-Unis.
S'ensuivent des années difficiles : le château est vendu à plusieurs reprises, puis pillé et laissé à l'abandon jusqu'en 1994. Il est alors racheté par un couple bayonnais, qui le restaurent complètement et le remeublent. En 2003, le château est revendu et est maintenant un hôtel-gîte qui a reçu le Grand Prix National des Vieilles maisons françaises en 1997.
Le château fait l’objet d’une inscription au titre des monuments historiques depuis le 21 décembre 1989.

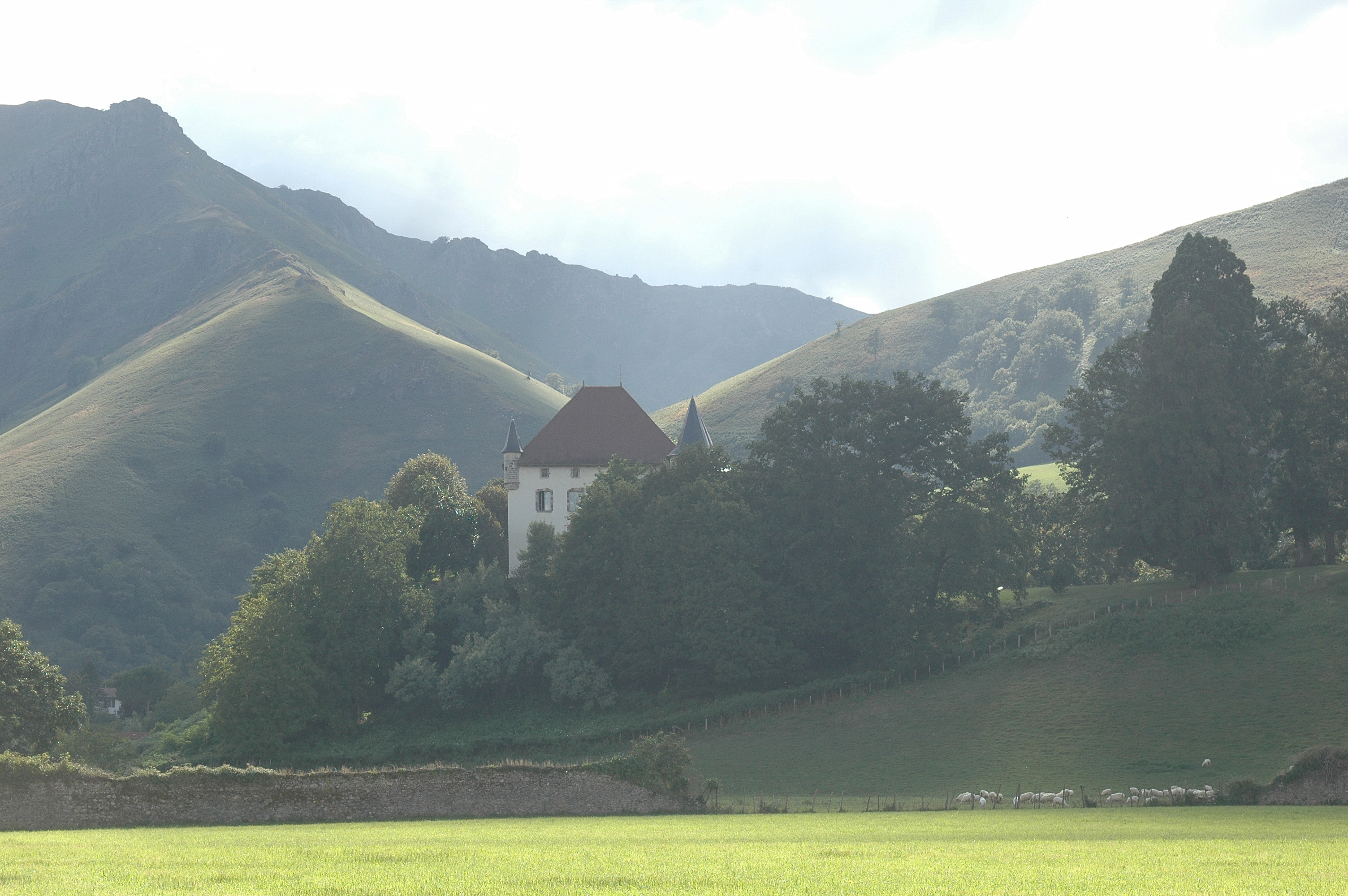
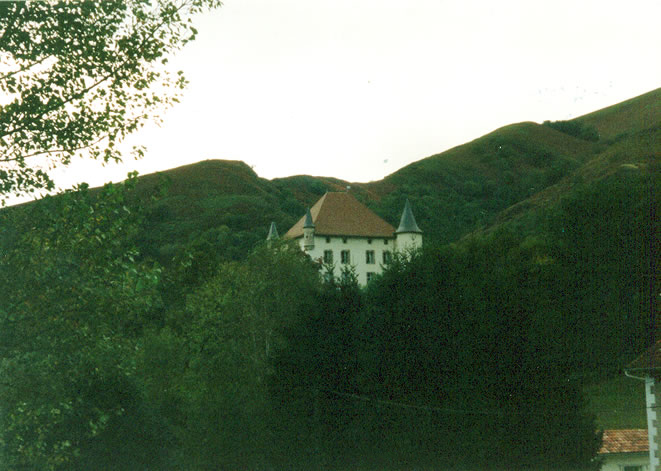
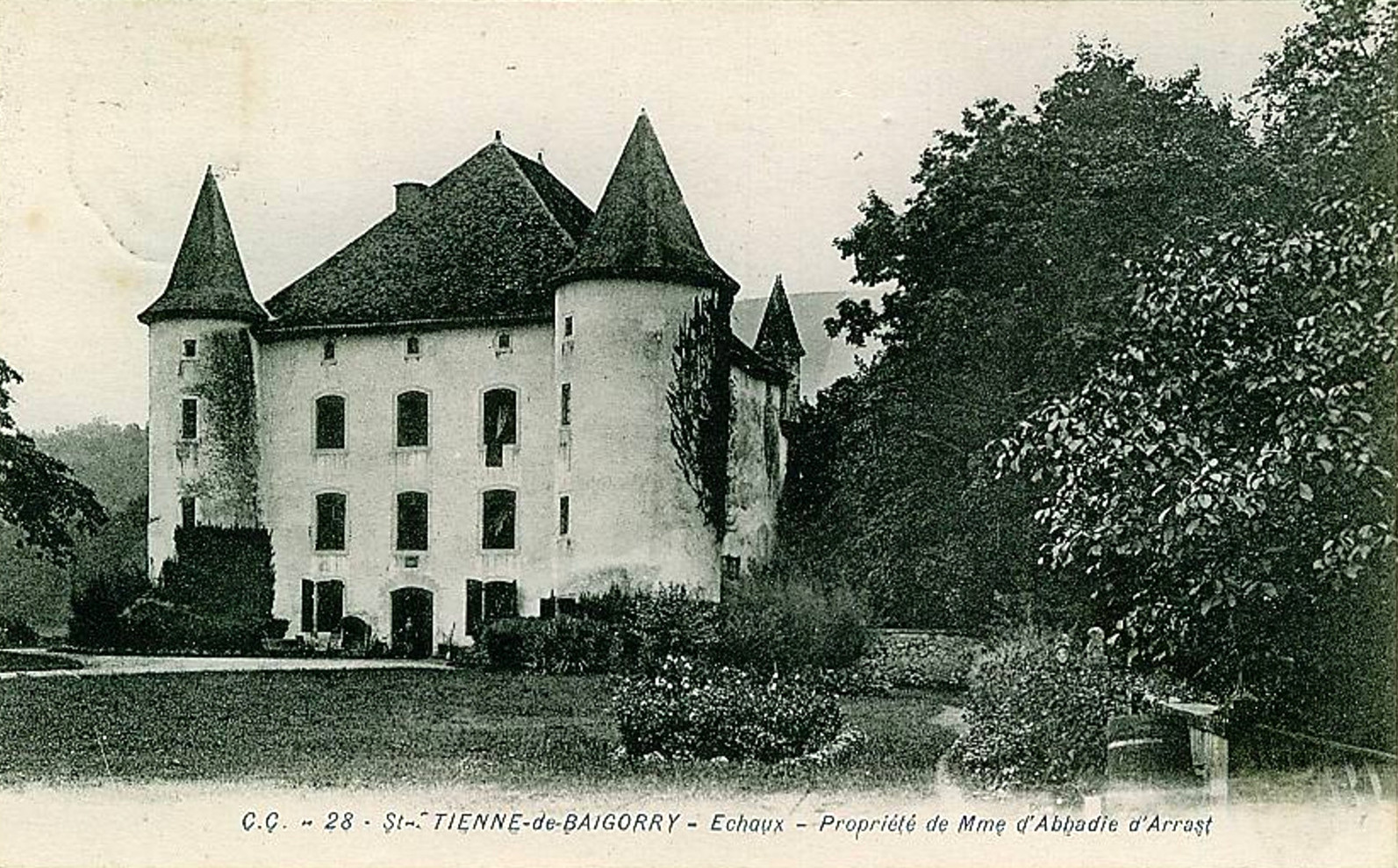